# Tankred von Tiberias
Tankred von Tiberias, auch Tankred von Tarent oder Tankred der Kreuzfahrer (* 1072; † 12. Dezember 1112), war einer der Unterführer bei den italienischen Normannen des Ersten Kreuzzugs. Nach dem Ersten Kreuzzug wurde er Fürst von Galiläa, weshalb er nach der Hauptstadt von Galiläa, Tiberias, fortan Tankred von Tiberias genannt wurde. In der Folgezeit war er auch Regent des Fürstentums Antiochia und kurzzeitig zudem Regent der Grafschaft Edessa.

## Herkunft
Tankred entstammte mütterlicherseits der normannischen Adelsfamilie Hauteville. Er war einer von zwei Söhnen der Emma, einer Tochter des Robert Guiskard. Sein Vater war Eudes Bon-Marchais (Odo „der gute Markgraf“).

## Tankred auf dem Ersten Kreuzzug

### Weigerung der Eidleistung
Tankred war ein Neffe von Bohemund von Tarent, dem älteren Bruder seiner Mutter, nach dem er auch Tankred von Tarent genannt wird. 1096 begleitete er seinen Onkel auf den Kreuzzug, auf dem dieser in Konstantinopel gezwungen wurde, den Treueid auf den byzantinischen Kaiser Alexios I. zu leisten, in dem er sich verpflichtete, sämtliches erobertes Land, das einmal Byzanz gehört hatte, an das Kaiserreich abzutreten. Tankred weigerte sich beständig, diesen Treueeid zu leisten, den der Basileus als Bedingung dafür verlangte, dass er die Kreuzfahrer über den Bosporus setzen ließ. Um dem Vasalleneid zu entgehen, setzte Tankred heimlich über und stieß zu den Nicäa belagernden Truppen.

### Belagerung von Nicäa und Vasalleneid
Er nahm an der Belagerung Nicäas 1097 teil. Nachdem die Kreuzfahrer ein Entsatzheer in die Flucht geschlagen und die Stadt vollständig abgeriegelt hatten, ergab sich die Hauptstadt der Rum-Seldschuken einem eingeschleusten byzantinischen Unterhändler. Die Truppen der Seldschuken durften gegen ein Lösegeld abziehen, die in Nicäa befindliche Familie des Sultans der Rum-Seldschuken, Kilij Arslan I., durfte sogar ohne Zahlung eines solchen abziehen. In der Siegesfeier nach der Belagerung lud der byzantinische Kaiser die Fürsten der Kreuzfahrer in sein Zelt ein und beschenkte sie reich, um sie für die ihnen entgangene Plünderung zu entschädigen. Dort verlangte er erneut den Vasalleneid alljener, die ihn noch nicht geschworen hatten. Tankred weigerte sich hier jedoch beharrlich, da er seiner Aussage nach nur seinem Onkel Treue schulde. Schließlich bot er an einzuwilligen, unter der Bedingung, dass ihm die Menge in Gold ausgezahlt werden würde, die das gesamte Zelt füllen könne, sowie zusätzlich noch einmal die gesamte Menge an Gold, die die anderen Fürsten bereits erhalten hatten. Der Schwager des byzantinischen Kaisers verwies ihn daraufhin des Zeltes, weshalb Tankred ihn tätlich angriff. Nur durch ein Einschreiten seines Onkels Bohemund sowie des byzantinischen Kaisers selbst konnte eine Eskalation des Streits verhindert werden. Tankred entschuldigte sich hiernach und leistete den Eid nun widerspruchslos.

### Kilikische Expedition
Er blieb bis Heraclea bei seinem Onkel im Hauptheer, wo er sich gemeinsam mit Balduin von Boulogne vom Hauptheer absetzte, um nach Kilikien weiter zu marschieren. Es gilt als sicher, dass er beabsichtigte, sich in der Gegend eine unabhängige Herrschaft zu erwerben, und Balduin hatte wohl das gleiche Ziel. Er eroberte im September 1097 Tarsus, überließ die Stadt aber Balduin, der dort zufällig auf eine Piratenflotte aus Boulogne stieß und diese als Garnison zurückließ. Tankred und Balduin wandten sich kurz nach Mamistra, aber die beiden konnten keinen offenen Krieg erzwingen, und marschierten schließlich auf Antiochia zu. Sie trafen in Marasch wieder auf das Hauptheer, dem sich Tankred wieder anschloss, während Balduin über Turbessel nach Edessa weiterzog, wo er sich mit der Grafschaft Edessa eine eigene Herrschaft errichtete.

### Belagerung von Antiochia
Während der Belagerung von Antiochia 1097 bis 1098 übernahm er den Befehl über das zur Kontrolle der südwestlichen Seite der Stadt von den Kreuzfahrern gebaute Kastell, das zu seinen Ehren auch Tankreds Turm genannt wurde. Nach der Eroberung Antiochias durch die Kreuzfahrer errichtete Bohemund sich dort unter Bruch seines Kaiser Alexios gegebenen Vasalleneides ein Fürstentum, wodurch er den Unmut des provenzalischen Kreuzfahrerfürsten Raimund von St. Gilles weckte. Bohemund schied daraufhin im Streit aus dem Kreuzzugsheer aus und blieb in Antiochia zurück und konzentrierte sich auf die Ausweitung seines neuen Territoriums, während Raimund die faktische Führung des Kreuzzuges übernahm, die er sich zuvor mit Bohemund geteilt hatte. Auch Tankred zerstritt sich im Frühjahr 1099 mit Raimund und setzte den Kreuzzug im weiteren Gefolge von Gottfried von Bouillon fort.

### Eroberung von Jerusalem
Nachdem Raimund von St. Gilles einem Großteil des Kreuzzugsheeres die Belagerung der muslimischen Festung Arqa, von der aus er Bohemunds Expansion begrenzen wollte, erfolglos abgebrochen hatte, setzte das Kreuzzugsheer Mitte 1099 endlich den Weg nach Jerusalem fort. Tankred und seine Männer bildeten einen Teil der Vorhut, die am 6. Juni 1099 Bethlehem besetzte, wo Tankred sein Banner auf die Geburtskirche pflanzte.
Am nächsten Tag begann die Belagerung von Jerusalem. Bereits bei den ersten Sturmversuchen tat sich Tankred hervor – er war dabei der einzige Kreuzfahrer, der genug Holz für eine Sturmleiter hatte auftreiben können. Nach mehr als fünfwöchiger Belagerung nahm Tankred am 15. Juli 1099 am siegreichen Sturm auf Jerusalem teil. Nachdem Herzog Gottfried von Bouillon mittels eines Belagerungsturms mit seinen Männern im Norden die Stadtmauer überwunden hatte, konnte er gemeinsam mit Gaston IV. von Béarn durch eine nun unverteidigte, sechs Tage alte Bresche eindringen. Von zwei Gefangenen hatte er erfahren, dass im Felsendom unermessliche Schätze lagen, weshalb er sich mit seinen Männern dorthin durchschlug, um sich dann 24 Stunden darin einzusperren. In dieser Zeit wurde das Gebäude gründlich ausgeplündert, selbst das Edelmetall an den Wänden wurde abgerissen. Am nächsten Tag soll er mit unermesslichen Reichtümern den Felsendom verlassen haben. Die Muslime, die sich in die Moschee geflüchtet hatten, stellte er unter seinen Schutz, konnte aber nicht verhindern, dass sie von seinen Mitkreuzfahrern massakriert wurden.
Kurz nach dem Fall Jerusalems eroberte er zusammen mit Eustach III. von Boulogne Nablus, bevor er sich wieder dem Hauptheer zur siegreichen Schlacht von Askalon am 12. August 1099 anschloss.

## Tankred nach dem Kreuzzug

### Fürst von Galiläa
In den folgenden Monaten eroberte Tankred die Städte Tiberias, Haifa und Bethsan und errichtete dort das Fürstentum Galiläa, das er vom ersten Regenten des neu gegründeten Königreichs Jerusalem, Gottfried von Bouillon, als Lehen erhielt. Gottfrieds Nachfolger wurde im Jahre 1100 Balduin von Boulogne, der sich als Balduin I. von Jerusalem zum König krönen ließ und sich fortan bemühte, Tankreds Macht einzuschränken.

### Regent von Antiochia
Nachdem sein Onkel Bohemund im August 1100 in danischmendische Gefangenschaft geraten war, übernahm Tankred für ihn die Regentschaft in dessen Fürstentum Antiochia. Auf Druck König Balduins I. musste Tankred 1101 zugunsten der Regentschaft in Antiochia auf das Fürstentum Galiläa verzichten, das Balduin seinem Seneschall Hugo von St. Omer gab.
Als Regent von Antiochia erweiterte Tankred den Herrschaftsbereich des Fürstentums durch Eroberung byzantinischer Gebiete, wie der Städte Tarsus und Latakia, während Kaiser Alexios I. in den kommenden zehn Jahren vergeblich versuchte, Antiochia unter seine Kontrolle zu bringen. Bohemund kehrte 1103 aus der Gefangenschaft zurück und übernahm wieder selbst die Regierung, überließ sie 1105 aber erneut Tankred, als er nach Italien zurückreiste, um in seinem Fürstentum Tarent einen Feldzug gegen Byzanz zu organisieren.
Nachdem Bohemunds Feldzug gegen Byzanz 1108 unweit des Flusses Devoll im heutigen Albanien gescheitert war, weigerte sich Tankred, den dort geschlossenen Vertrag von Devol anzuerkennen, in dem Bohemund Alexios I. erneut den Lehnseid geschworen hatte. Tankreds Weigerung hielt Antiochia für einige weitere Jahrzehnte unabhängig von Byzanz.

### Regent von Edessa
1104 übernahm Tankred die Regentschaft der Grafschaft Edessa, nachdem der dortige Graf Balduin II. in der Schlacht von Harran von Dscherkermisch 
gefangen genommen worden war. Tankred und Bohemund bemühten sich nicht um die Aufbringung des Lösegeldes für Balduin, und als Balduin Ende 1108 dennoch freigelassen wurde, musste er Tankred Anfang 1109 mit Waffengewalt zwingen, ihm die Herrschaft in Edessa wieder zu überlassen und sich nach Antiochia zurückzuziehen. 1105 siegte Tankred in der Schlacht von Artah über Radwan von Aleppo und eroberte einen Großteil der infolge der Schlacht von Harran verlorengegangen Gebiete zurück.

### Konkurrenz zu Raimundinern
Tankred unternahm auch Eroberungszüge gegen das damals muslimische Gebiet, das später die Grafschaft Tripolis bildete. Dabei trat er erneut in Konkurrenz zu den provencalischen Kreuzfahrern unter Raimund von St. Gilles und dessen Nachfahren, die dort ein Gegengewicht zu den Normannen im Fürstentum Antiochia zu errichten suchten. Durch Vermittlung und Förderung König Balduins I. von Jerusalem konnten die Provencalen um Tripolis eine Grafschaft gründen. Zum Ausgleich erwirkte Tankred aber, dass Balduin ihm, nachdem im Mai 1108 Gervaise von Bazoches, der Nachfolger von Hugo von St. Omer gestorben war, das Lehen über das Fürstentum Galiläa erneut erteilte. Ebenso brachte Tankred 1110 den Krak des Chevaliers unter seine Kontrolle, der später eine wichtige Festung der Grafschaft Tripolis werden sollte.
Nach dem Tod Bohemunds 1111 blieb Tankred Regent von Antiochia, nun als Vormund für Bohemunds noch minderjährigen Sohn Bohemund II.
Im Dezember 1112 starb Tankred an Typhus. Er war seit 1106 mit Cäcilia von Frankreich, einer Tochter König Philipps I. von Frankreich, verheiratet, hatte aber keine Kinder. Seine Witwe heiratete nur wenig später den Grafen Pons von Tripolis, einen Enkel Raimunds von St. Gilles, was schließlich zur Versöhnung zwischen der normannischen und der provencalischen Seite führte.

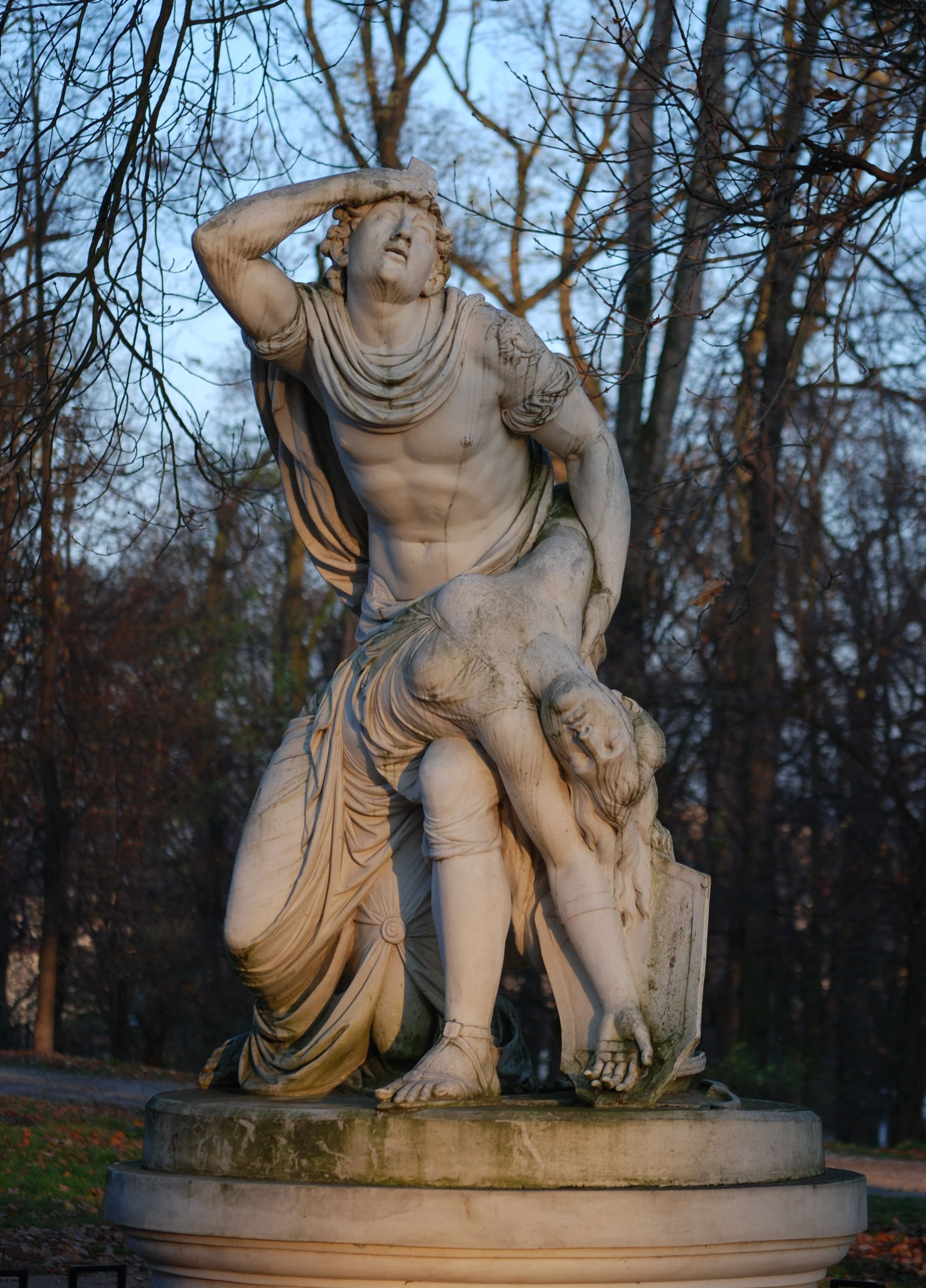
Tankred und Clorinda, Standbild im Park von Puławy

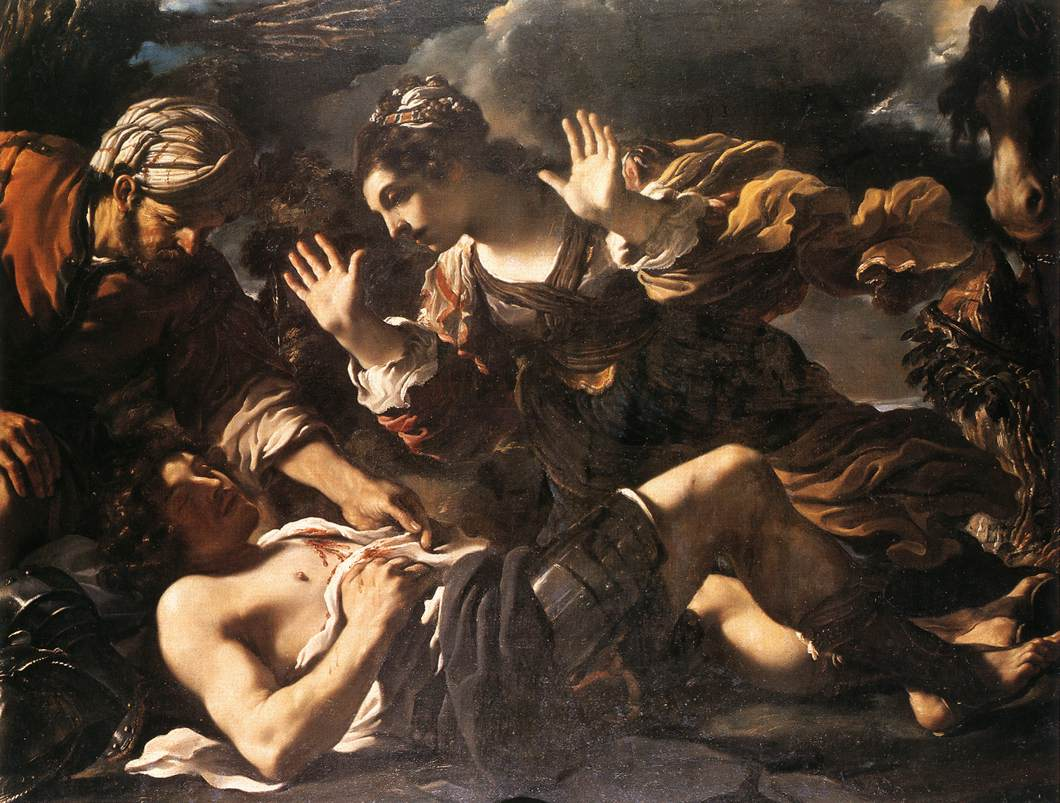
Erminia findet den verwundeten Tancredi. Gemälde von Guercino, 1619.

## Künstlerische Rezeption
Tankred ist als Tancredi der Held in Torquato Tassos epischen Werk La Gerusalemme Liberata („Das befreite Jerusalem“) aus dem Jahr 1574. Darin verliebt er sich als christlicher Ritter in die muslimische Kriegerin Clorinda, die er unwissentlich während eines Kampfes in der Nacht tödlich verwundet. Aber bevor sie stirbt, nimmt sie den christlichen Glauben an. Ebenso verliebt sich die Prinzessin von Antioch, Erminia, in ihn. Als sie jedoch von seiner Liebe zu Clorinda erfährt, stiehlt sie deren Rüstung und kehrt nach Antioch zurück.
Diese Dichtung inspirierten die Maler Giovanni Francesco Barbieri (genannt Guercino) und Nicolas Poussin zu je einem Gemälde. Claudio Monteverdi vertonte einen Auszug aus Tassos Epos in Il combattimento di Tancredi e Clorinda.